# The Betrayal - Nerakhoon
The Betrayal - Nerakhoon é um documentário em longa-metragem norte-americano de 2008 dirigido por Ellen Kuras e Thavisouk Phrasavath. Como reconhecimento, foi nomeado ao Oscar 2009 na categoria de Melhor Curta-metragem.